# Хегенбарт, Йозеф
Йозеф Франц Хегенбарт (нем. Josef Franz Hegenbarth; 15 июня 1884[…], Ческа-Каменице[…] — 27 июля 1962[…], Дрезден[…]) — немецкий художник, график, иллюстратор и педагог; профессор Дрезденской королевской академии изящных искусств; лауреат Премии Джозефа Э. Дрекселя и Национальной премии Германской Демократической Республики. Член Баварской академии изящных искусств и АХ ГДР.

## Биография
Йозеф Хегенбарт родился 15 июня 1884 года в городке Бёмиш-Камнице (нем. Böhmisch Kamnitz, ныне Ческа-Каменице в составе района Дечин Устецкого края Чешской Республики). Его отец Франц Йозеф Хегенбарт (1846–1916) был производителем стекла и совладельцем компании «Hegenbarth & Söhne», а мать, Мари Пальме (уроженка соседнего Штайншёнау; 1860–1929), была дочерью производителя люстр Элиаса Пальме, вела домашнее хозяйство и воспитывала детей. Он вырос в родном городе вместе со своими двумя младшими сестрами Элизабет (1885–1944) и Гертрудой (1890–1965).
Его необыкновенный талант к рисованию проявился ещё во время учёбы в начальной школе. Хегенбарт любил наблюдать за мольбертом своего кузена Эмануэля Хегенбарта (1868—1923), который был на шестнадцать лет старше, и был очень впечатлен его работами. Когда в 1903 году его позвали в Королевскую академию изящных искусств в Дрездене (класс анималистической живописи), Йозеф Хегенбарт последовал за ним (1905). Он поселился в Дрездене, работал самостоятельно и регулярно отправлял свои произведения Эмануэлю для оценки и исправления.
В 1908 году Йозеф Хегенбарт, вслед за кузеном, поступил в Дрезденскую Королевскую академию изящных искусств. В этот период его наставниками (помимо Эммануэля) были Рихард Мюллер, Карл Банцер, Оскар Цвинчер и Готхард Кюль. К 1915 году он уже достиг определенного уровня художественной зрелости, но все же оставался в творческом поиске пытаясь найти свою нишу.
Когда Европу охватила Первая мировая война, Й. Ф. Хегенбарт (в 1917 году) был признан непригодным к воинской службе по состоянию здоровья, что, возможно, уберегло его от печальной участи миллионов соотечественников. В 1919 году он поселился в Дейвице и стал посещать класс графики Августа Брёмзе в Пражской художественной академии. Художника очень впечатлила Прага, и он был связан с этим городом всю оставшуюся жизнь. От Брёмзе он узнал о технике сухой иглы. В предыдущие годы в Дрездене Хегенбарт работал только над офортами, химические пары которых очень вредили его здоровью, но благодаря новой технологии он смог лучше реализовать свои художественные идеи. За эти годы им были созданы несколько сотен офортов на библейские сюжеты (особенно новозаветные), а также сюжеты известных произведений мировой литературы.
В 1919 году ученики Брёмзе основали союз художников «Пилигримы», из которого позднее была создана арт-группа «Пражский Сецессион». Её членом стал и Йозеф Франц Хегенбарт; он оставался в этом творческом объединении вплоть до его самороспуска в 1937 году.
Художник вернулся в Дрезден в 1919 году, но сохранял свою квартиру в Дейвице до 1921 года, пока не купил дом на Кальберластрассе 2 в дрезденском районе Лошвиц. На его верхнем этаже Хегенбарт обустроил художественную мастерскую.
В 1936 году Хегенбарт женился на Йоханне Астер (1897–1988), дочери дрезденского архитектора Георга Астера (1849–1917) и его жены Камиллы Ольги (урожденной Шауэр; 1860–1940); этот брак остался бездетным.
Почти каждое лето супружеская чета Хегенбартов проводило несколько недель в доме отца художника в Бемиш-Камнице, где в их распоряжении была небольшая квартирка. В сентябре 1943 года они решили постоянно оставаться в там, пока не закончится Вторая мировая война и, прежде всего, из-за участившихся воздушных налетов союзников. После масштабной бомбардировки Дрездена в феврале 1945 года Хегенбарты в качестве меры предосторожности перевезли своё движимое имущество из Дрездена в Бемиш-Камниц, но они всё равно потеряли почти всё.
После капитуляции Нацистской Германии Хегенбарты, как и тысячи других немцев, были изгнаны. По прибытии в Германию художник был госпитализирован на четыре месяца, пока не набрался достаточно сил, чтобы вернуться в свой дом. Он не пытался воссоздать утраченное, а с энтузиазмом взялся за новые проекты. Лишь в 1957 году Хегенбарт с помощью министра иностранных дел ГДР Лотара Больца добился возвращения ему от правительства ЧССР некоторых работ, но значительная их часть была безвозвратно утрачена.
В октябре 1945 года Йозеф Хегенбарт получил должность в Дрезденской высшей школе искусств под руководством ректора Вилла Громана , а в апреле 1947 года — должность профессора, которую он занимал до 1949 года. Некоторые связи с учениками сохранялись до конца его жизни. 
В послевоенный период Хегенбарт часто принимал участие в художественных выставках, посвященных современному немецкому искусству. С 1946 по 1950 год он регулярно публиковал свои работы в берлинской газете «Уленшпигель» и несколько раз в мюнхенском издании «Симпель». Художник получил признание в статьях критиков и историков искусства и многие галереи выствляли его работы, а издатели Восточной и Западной Германии давали ему множество заказов на иллюстрации.
В 1955 году он стал членом-корреспондентом Немецкой академии художеств, в 1956 году — экстраординарным членом Берлинской академии художественных искусств, а в 1960 году членом Баварской академии изящных искусств.
Осенью 1961 года у него обнаружилось тяжелое заболевание, которое менее чем за год забрало все его жизненные силы. Йозеф Франц Хегенбарт скончался 27 июля 1962 года в Дрездене в возрасте 78 лет и был погребён на кладбище Лошвиц.